# Chromatomyia centaurii
Chromatomyia centaurii este o specie de muște din genul Chromatomyia, familia Agromyzidae, descrisă de Spencer în anul 1990. Conform Catalogue of Life specia Chromatomyia centaurii nu are subspecii cunoscute.